# Шрек назавжди
Шрек назавжди (англ. Shrek Forever After) — комедійний мультфільм про Шрека, четвертий та останній у серії. Сценаристами мультфільму стали Джон Клауснер та Даррен Лемке, режисером — Майк Мітчелл. Основні члени акторської команди озвучили ті ж самі персонажі, що і в попередніх мультфільмах. Про сюжет мультфільму було оголошено 23 лютого 2009 року. Мультфільм призначений для показу в 3D кінотеатрах, які підтримують такі формати, як IMAX, Dolby 3D, RealD Cinema.
Прем'єра стрічки в Україні вперше відбулася 20 травня 2010 року.

## Сюжет
У ретроспективі король Гарольд і королева Ліліан втратили надію на звільнення своєї доньки, принцеси Фіони, від прокляття після багатьох років її ув’язнення в Драконячій фортеці. Незважаючи на угоду з Феєю-Хрещеною, вони звертаються до Румпельштільцхена по допомогу. Він пропонує магічний контракт, який нібито зніме прокляття, якщо вони віддадуть йому Закрайсвіття. Коли Гарольд уже готовий підписати контракт, посланець повідомляє, що Фіону врятував Шрек. Відтоді Румпель затаїв образу на Шрека за зрив його плану.
У сьогоденні Шрек втомився від ролі сімейного чоловіка та знаменитості, сумуючи за днями, коли його боялися і він мав усамітнення. Під час святкування першого дня народження своїх дітей у Закрайсвіття низка невдач так розлютила Шрека, що він у гніві вибігає з вечірки і різко висловлюється Фіоні, що краще б він не рятував її з вежі. Побачивши цю суперечку, Румпель слідує за Шреком у ліс і розігрує сцену, ніби потрапив у біду, спонукаючи Шрека допомогти. У кареті Румпеля Шрек скаржиться, що більше не почувається "справжнім оргом". Румпель пропонує угоду: день "справжнього орга" в обмін на день із його дитинства. Шрек підписує контракт і потрапляє в альтернативну реальність.
Тепер, коли селяни його бояться, Шрек чинить безлад, але виявляє, що його болото покинуте й спустошене. Відьми ловлять Шрека і відводять до Румпеля, який став королем Закрайсвіття. Румпель розкриває, що обдурив Шрека, забравши день його народження, через що Шрек ніколи не існував у цій зміненій часовій лінії. Як наслідок, Гарольд і Ліліан підписали контракт із Румпелем, що призвело до їхнього зникнення. Наприкінці дня Шрек зникне назавжди.
Шрек тікає з замку Румпеля разом із Віслюком, який спочатку боїться Шрека, але дружиться з ним, побачивши, як той плаче через втрачену історію. Віслюк допомагає знайти прихований пункт у контракті: його можна анулювати "поцілунком справжнього кохання". Вони зустрічають Фіону, яка досі під прокляттям і очолює армію оргів у боротьбі проти Румпеля, а також ледачого й огрядного Кота в чоботях, якого Фіона тримає як улюбленця. Шрек безуспішно намагається залицятися до Фіони, яка втратила надію на справжнє кохання після того, як її не врятували, і зайнята підготовкою засідки на Румпеля. Кіт заохочує Шрека не здаватися.
Під час засідки більшість оргів захоплює Щуролов, якого найняв Румпель, але Шрек і Фіона разом із Котом і Віслюком тікають. Шрек наполягає, щоб Фіона його поцілувала, запевняючи, що це все виправить, але після неохочого поцілунку нічого не стається. Пізніше Румпель публічно обіцяє виконати бажання того, хто приведе Шрека. Дізнавшись про це, Шрек здається. Румпель змушений виконати бажання Шрека, і той звільняє інших оргів. Ув’язненому Шреку Румпель розкриває, що Фіону схопили і не відпустили, бо вона "не зовсім огр". Віслюк, Кіт і звільнені орги штурмують замок, захоплюють Румпеля і перемагають його армію відьом, а Шрек із Фіоною долають Дракона.
На світанку Шрек починає зникати, але Фіона, яка покохала його, цілує його перед тим, як він щезає. Побачивши, що вона залишається оргом при світлі дня, Фіона розуміє, що прокляття знято, і вона прийняла "справжню форму кохання". Альтернативна реальність розпадається, усі зникають, і Шрек повертається в оригінальну часову лінію до моменту перед своїм спалахом на вечірці. Замість гніву він із новою вдячністю обіймає сім’ю та друзів. Пізніше Шрек влаштовує вечірку на своєму болоті з друзями, сім’єю та іншими оргами, де присутній ув’язнений Румпель.

## У ролях
- Майк Майерс —  Шрек
- Едді Мерфі —  Віслюк
- Кемерон Діас — Принцеса Фіона
- Антоніо Бандерас —  Кіт у чоботях
- Волт Дорн — Румпельштільцхен
- Джулі Ендрюс — Королева Лілліан
- Джон Кліз — Король Гарольд
- Коді Кемерон —  Піноккіо, Троє поросят
- Конрад Вернон — Пряник
- Арон Ворнер — Вовк
- Крістофер Найтс — Троє сліпих мишенят
- Кріс Міллер — Чарівне Дзеркало, Батько Піноккіо
- Крістен Шаал — Гарбуз (голос), палацова відьма (голос)

## Український дубляж
Фільм дубльовано студією «Postmodern» на замовлення компанії «B&H» у 2010 році.
- Режисер дубляжу — Костянтин Лінартович
- Звукорежисер — Олександр Козярук
- Перекладач і автор синхронного тексту — Олекса Негребецький
- Вокальний режисер — Максим Пономарчук
- Менеджер проєкту — Ірина Туловська

### Ролі дублювали
- Богдан Бенюк — Шрек
- Микола Боклан — Віслюк (діалоги)
- Дмитро Гарбуз — Віслюк (вокал)
- Катерина Сергеєва — Фіона
- Андрій Самінін — Кіт у чоботях
- Юрій Коваленко — Румпельштільцхен
- Ірина Дорошенко — королева Ліліан
- Констянтин Таран — король Гарольд
- Сергій Малюга — Піноккіо
- Дмитро Лінартович — Броган
- Сергій Солопай — Кука
- Єгор Олєсов — Коржик
- Ірина Яценко — перша відьма
- Людмила Барбір — друга відьма
- Наталя Коваль — третя відьма

## Персонажі
Король Гарольд і Королева Ліліан. Історія відбувається до того як Шрек рятував Фіону. Мати Фіони Ліліан дуже хоче повернути доньку але батько Фіони ще довіряє Хрещеної Фей, та за її ініціативи вона повинні поїхати до Румфеля Штільцікіна щоб звільнити Фіону. Він пропонує підписати з ними контракт щоб передати йому королівства. Коли вони підписують слуга повідомляє що принцеса вже звільнена і вони рвуть контракт. Але у всесвіті Шрека вони підписують контракт і помирають.
Шрек. Огр який у минулому жити жив своє життя  був злющім огром та бавився в багнюки. Але згодом заводить друзів віслюка та одружуватися на Фіони яку рятував має трьох дітей Фергус Фаргус і Феліція. Але йому набридає таке життя кожен день. На день народження своїх дітей він сваритися з Фіоной та йде зі свята. Зустрічає шахрая який обманює його Румфеля і пропонує підписати контракт щоб відати день свого народження. Шрек погодився і радів минулого поки його не викрали відьми Румфеля та він вже зізнався що Шрек помре через день, і ніхто не знає про його існування. Потім він втікає разом з Віслюком який не пам'ятає його що вони колись були найліпшими друзями та віслюк лякається Шрека доки не побачив як він плаче та зібрав лист з контрактом натякнув що може рятувати поцілунок кохання йому життя. Потім він йде замку дракона згадуючи що колись рятував її але вона зникла знайшов Фіону у світі інших огрів з распущиними волосами. Та намагався переконати її щоб вона поцілувала його і зняти її прокляття людини. Але Фіона не вірте у кохання сама себе врятувала  коли їх зв'язав Румфель. разом знову рятувалися від дракона та коли Фіона побачила що Шрек гине він її сказав, що у іншому світі є неї діти і донька про яку вона мріяла я якщо вона хоче у той світ мусить його поцілувати знову. Вона погодилась. І Шрек знову повернувся на день народження дітей вже щасливий. Що у нього є все. Та вітає дітей з днем народження та цілується з Фіоною. У кінці святкує разом з Ограми та іншими перемогу над рунфелем на Болоті і багнюки.
Румфель жорстокий карлік з яким Шрек підписав контракт щоб стати королем. У нього є гусь та він любить познущатися над своїми слугами відьмами та ограми. Запропонував контракт Королю та Королеві  які не підписали але зміг вкрасти день у Шрека. Але щоб він не поцілувався з Фіоною до сходу сонця  найняв всіх приєднатися щоб зловити Шрека. У кінці його план руйнується та у справжньому світі він сидить клітці.
Фіона. Дружина Шрека та іншому світі ніколи не знає хто такий Шрек та перетворюється кожен день на людину.Живе з Ограми яки про це не знають та з котом у чоботях який знає.Але Шрек сказав Фіони на що вона розізлилась дізнавшись що Шрек знає про прокляття та змушує її його поцілувати. Але згодом вона його поцілувала та прокляття не зникло тоді Фіона зізналась що сама себе рятувала від дракона. Разом зі Шреком знову рятуються від дракона та на останок поцілувала його і повернула йому життя.
Віслюк  кращій друг Шрека але у іншому світі не впізнає його та лякається. Та не знає що його дружина дракон та є діти від неї. Але згодом зближується зі Шреком та дає йому вихід як поринути життя за допомогою поцілунку кохання.
Кіт  друг Шрека у чоботях а іншому світі набрав вагу та живе з Фіоною яка його годує їдою та чухає. Знає про прокляття Фіони та підтримує Шрека що він може зняти прокляття.
Відьми працюють на Румфеля.
Чоловік з музикою  найняв його Румфеля щоб керувати Ограми за допомогою музики.
Огри  повстають проти Румфєля та відьом
Фергус Фаргус і Феліція. Діти Шрека і Фіони.